# 奈良田方言
奈良田方言（ならだほうげん）とは、山梨県南巨摩郡早川町奈良田で話される日本語の方言。長らく周囲と交流を隔絶された環境であったため、独自の特徴を持つ言語島である。

## 歴史
奈良田は古来より非常に隔絶された土地で、明治時代までは最も近い集落まで、徒歩2時間以上かかった。長らく集落内婚が行われており、外部との交流が殆どない地域であった。このような生活環境が、独自の言語的特徴を育み、温存した。
戦後には、1939年（昭和14年）に発足した山梨郷土研究会、昭和30年代の山梨方言研究会、1986年（昭和61年）に発足した「山梨ことばの会」が中心となって奈良田方言の学術的研究がスタートし、全国的にも注目された。
研究上注目される一方で、早川の電力開発などで奈良田の生活環境は大きく変化し、転出世帯の増加や高齢化の進行によって奈良田方言を使う若い世代がおらず、奈良田方言は消滅の危機にある。1998年時点で奈良田方言の話者は40代以上に限られ、2020年時点では住民同士でも日常的には使われなくなっているが、単語のアクセント型や文法的特徴は比較的維持されている。

## アクセント
奈良田方言を特殊たらしめる最たるものが、そのアクセントである。日本語の多くの方言では、音の下がり目の位置を区別するが、奈良田方言では上がり目の位置を区別し、上げ核○を弁別する。上げ核はその次の音を上げるはたらきを持つ。上げ核の位置は、周辺の中輪東京式アクセントの下げ核の位置とほぼ同じで、しかし核の種類が違うため高低はまったく違ってくる。「かぜが」（風が）は上げ核のない発音で、奈良田では原則として語頭が高いが、これは弁別されるものではない。また、上げ核の後の高い部分は、原則として一拍である。○○型の「猿」は「さるが」、○○型の「山」は「やまが」と発音される。三拍語になると、○○○型（さくらが）、○○○型（かぶとが）、○○○型（こころが）、○○○型（かがみが）のようになる。
|        | アクセント素 | アクセントの高低 （名詞の助詞付きの形を表示） | 語例 （表中の「第○類」については類 (アクセント)を参照）                                                                           |
| ------ | ------------ | --------------------------------------------- | --- |
| 一拍語 | ○            | えが                                          | 名詞第一類（柄・蚊…）、第二類（歯・日）                                                                                           |
| 一拍語 | ○            | えが                                          | 名詞第二類（藻・矢）、第三類（絵・尾）                                                                                            |
| 二拍語 | ○○           | あめが                                        | 名詞第一類（牛・梅…） |
| 二拍語 | ○            | あめが                                        | 名詞第四類（糸・息…）、第五類（秋・雨…）、動詞第二類（取る・見る…）、形容詞（無い・良い）                                         |
| 二拍語 | ○            | あしが                                        | 第二類（石・歌…）・第三類（足・池…）                                                                                              |
| 三拍語 | ○○○          | かたちが                                      | 名詞第一類（形・筏…）、第六類の一部（兎・雀…）、 動詞第一類（当たる・明ける…）、第二類（挫く・恵む）、形容詞第一類（赤い・浅い…） |
| 三拍語 | ○○○          | かぶとが                                      | 名詞第五類の一部（鰈・錦…）、第六類の一部（鰻・高さ…）、第七類（兜・鯨…）、 動詞「歩く」類（歩く・はいる）                        |
| 三拍語 | ○            | ころが                                        | 名詞第五類（朝日・命…）、 動詞第二類（動く・建てる…）、動詞「歩く」類（隠す・参る）、形容詞第二類（青い・白い…）                  |
| 三拍語 | ○○○          | かがみが                                      | 名詞第一類の一部（霞・小鳥…）、第二類（小豆・女…）、第四類（頭・男…）                                                             |

## 音声・音韻
音声もまた、奈良田方言を特異なものにしている。奈良田方言の音声には以下の特徴がある。
- 拗音に /je/ の系列があり、/e/ とは別の音節として区別されている。
- サ行子音 /s/はシを除き無声歯摩擦音 [θ]。ザ行子音 /z/ もジを除きその有声音である /ð/。
  - シ /si/・ジ /zi/ の子音および拗音系列の子音 /sj/・/zj/ は歯茎の口蓋化した摩擦音。
- そり舌音があり、タ行子音はチを除き無声そり舌破裂音の [ʈ]。ダ行子音もその有声音である [ɖ]。ナ・ノ・ヌの子音はそり舌鼻音の [ɳ]。
  - チ /ti/・ヂ /di/ の子音および拗音系列の子音 /tj/ は歯茎の硬口蓋化した破擦音。
- 以上より、四つ仮名、すなわち /zi/ と /di/ 、/zu/ と /du/ は区別されている。
- ラ行子音は硬口蓋側面接近音 [ʎ]。
- 声門閉鎖音 [ʔ]を頻用する。

## 文法
長らく秘境であった奈良田では、古形文法が保存されており、特徴的な語法が多い。

### 助動詞
- 否定の助動詞に「ぬ」「のー」を用いる[6]。「のー」は上代東国方言の「…なふ」に由来するものと考えられ、同じく言語島の井川方言にも存在する。
（例）かかのー（書かない）
- 動詞過去形に「とー」を用いる。これは山梨県内の他地域でも用いられる[7]。
（例）のんどー（飲んだ）、かっとー（買った）
- 推量に「ら」「ずら」、意志・勧誘に「ざー」「ず」を用いるのは甲州弁と共通する[8]。

### 助詞
- 共通語の「へ」「に」にあたる「さ」を用いる[9]。
- 「けれど」にあたる逆接の接続助詞に「とって」を用いる[10]。
- 原因理由を表す接続助詞には「で」を用い、「ので」「から」はほとんど用いない[10]。

## 語彙
早川町公式サイト内の奈良田の方言に詳しい（1957年刊行『奈良田の方言〔甲斐民族叢書3〕』収録の深沢正志「奈良田方言語彙」を移植したもの）。